# Москвин, Николай Николаевич
Николай Николаевич Москвин (28 ноября 1877, Якутск — не ранее 1940) — якутский краевед, преподаватель, церковный деятель.

## Биография
Родился в семье преподавателя, гласного Якутской городской думы.
Окончил Якутскую духовную семинарию (1898) и Казанскую духовную академию со степенью кандидата богословия (1902).
Преподаватель богословия и помощник инспектора в Якутской духовной (1903), надворный советник (1904). После доклада ректора в Синод устранён от должности на 5 лет за «распространение антицерковной и антиправительственной литературы» (1908).
Один из учредителей Якутского отдела Общества изучения Сибири и улучшения быта её населения (1909), член Якутского отдела Русского географического общества (1913), коллежский советник (1914), редактор «Якутских епархиальных ведомостей» (1916).
Награждён орденом св. Станислава III степени (1913).
В 1917 году председатель епархиального чрезвычайного съезда духовенства и мирян, член епархиального совета; член Поместного Собора Православной Российской Церкви по избранию как мирянин от Якутской епархии, участвовал в 1–2-й сессиях, член III, V, XVI, XX отделов.
До 1920 г. продолжал преподавать в Якутской духовной семинарии, в 1918 г. организатор съезда духовенства и мирян в Якутске, «Союза православных христиан» и кружка по борьбе с атеизмом, с сентября редактор журнала «Голос Якутской Церкви».
В 1919 г. товарищ председателя епархиального собрания, член градо-Якутского благочиннического собрания, староста семинарского храма.
В 1920 г. вновь избран членом епархиального совета (заведующий отделом о проповеди).
С 1921 г. член Духовного комитета по делам Якутской Православной Церкви, заведующий городской публичной библиотекой.
В 1921–1923 гг. помощник заведующего Якутским педагогическим техникумом.
С 1924 г. музыкант Народного театра.
С 1925 г. научный сотрудник Якутского областного музея (впоследствии его заведующий) и Общества изучения ЯАССР Народного комиссариата просвещения, здравоохранения и социального обеспечения, секретарь методического бюро НКПЗС, член совета и заведующий музейно-библиотечной секцией исследовательского общества «Саха кэскилэ», организатор «Кружка юных краеведов».
В 1926 г. по совместительству преподаватель физики в Якутском медицинском техникуме, участник биологического отряда экспедиции АН СССР.
С 1931 г. сотрудник журнала «Автономная Якутия».
В 1933 г. как создатель молитвенного дома после закрытия всех городских храмов приговорён к году принудительных работ.
С 1934 г. библиотекарь «Общества изучения ЯАССР», научный работник бюро краеведения.
В 1938 г. арестован, признал себя «руководителем к/р церковно-монархической группы», готовившей вооруженное восстание. В 1939 г. дело было прекращено, единственным из подследственных приговорён в 1940 году к 5 годам ссылки в Коми АССР.
В 1974 г. при разборе его дома обретены спасённые им из разорённых храмов иконы, в т. ч. Пресвятой Троицы с частицей Животворящего Креста Господня.

## Сочинения
- Обзор по научной и популяризаторской деятельности Якутского областного музея им. Ем. Ярославского за 1922–1932 гг. // НА Республики Саха (Якутия). Ф. 1407. Оп. 1. Д. 2.
- Пенсионное обеспечение духовенства // Якутские епархиальные ведомости. 1916. № 20–21.
- Таинственные явления // Якутские епархиальные ведомости. 1917. № 3.
- Доклады епархиальному собранию; О содержании причтов; К предстоящему епархиальному собранию; О церковном вине; О содержании благочинного; Свобода совести; Отделение Церкви от государства; Экономическое состояние епархии // Голос Якутской Церкви. 1918. № 21, 23/24; 1919. № 1/2; 1920. № 5/6.
- Обращение к сборщикам музейных экспонатов // Сб. трудов исследовательского общества «Саха Кэскилэ». Вып. 1. Якутск, 1925. С. 100–101.
- Тигр в Якутии; Сорокалетие Якутской метеорологической станции; Неразрешенная экспедиция на Котельный остров // Известия Якутского отдела Русского государственного географического общества. 1928. Т. 2.